# Mgławica Meduza
Mgławica Meduza (również Abell 21 lub Sh 2-274) – bardzo stara i rozległa mgławica planetarna znajdująca się w konstelacji Bliźniąt przy granicy z gwiazdozbiorem Małego Psa. Jej nazwa pochodzi od mitologicznego potwora.

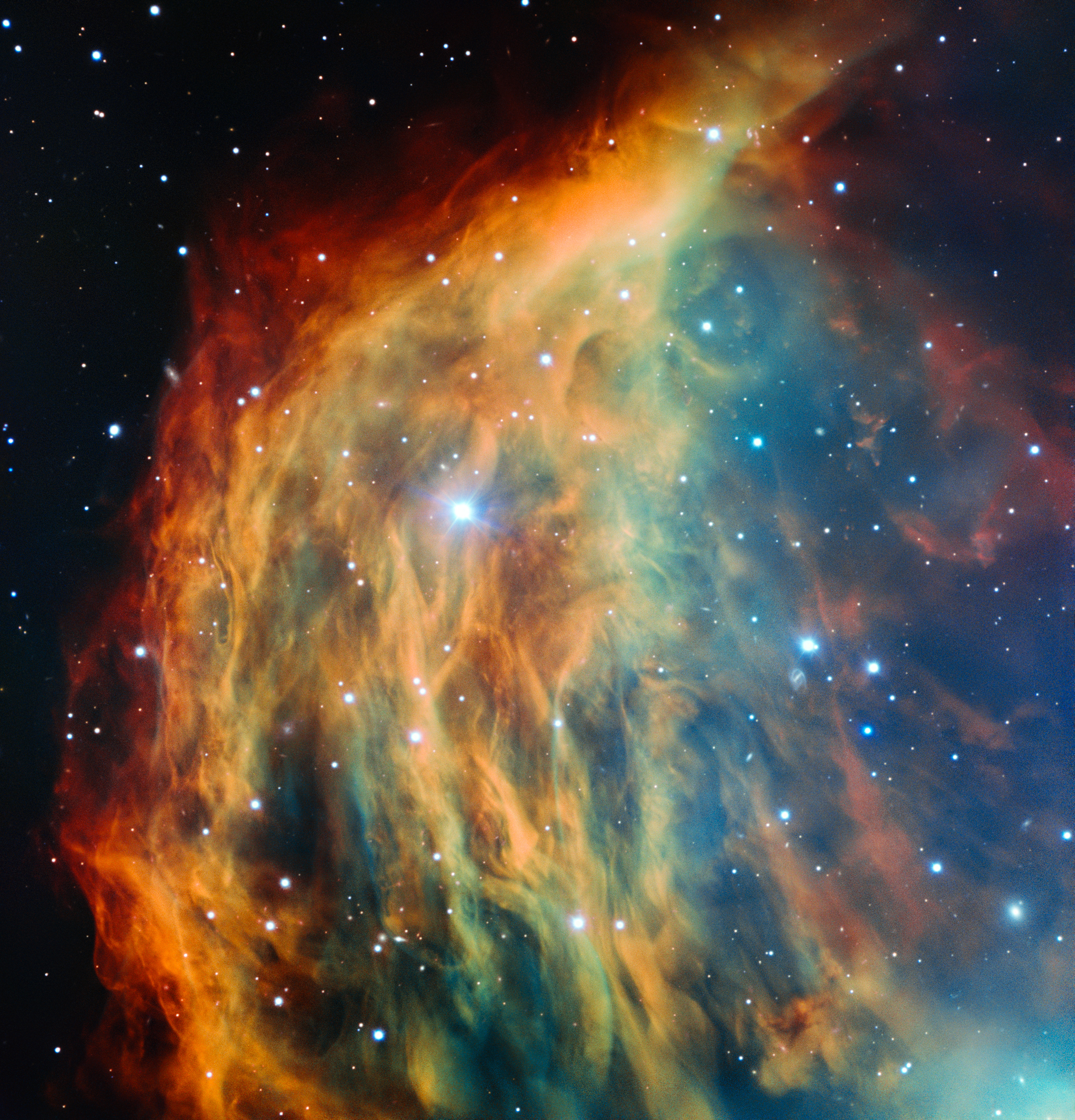
Mgławica Meduza na zdjęciu z teleskopu VLT (ESO)

Została odkryta w 1955 roku i skatalogowana przez George’a Abella w jego katalogu mgławic pod numerem Abell 21. Do lat 1970. była uważana za pozostałość po supernowej.
Mgławica ta znajduje się w odległości około 1500 lat świetlnych od Ziemi, a jej rozmiary są szacowane na 4 lata świetlne. Pomimo dużego rozmiaru jej jasność powierzchniowa jest bardzo niska, co utrudnia jej obserwacje.
Mgławica Meduza, podobnie jak inne mgławice planetarne, powstała w wyniku ewolucji małomasywnej gwiazdy podobnej do Słońca. Takie gwiazdy w końcowej fazie swojego życia przeobrażają się z czerwonego olbrzyma w białego karła, odrzucając równocześnie swoje warstwy zewnętrzne. Promieniowanie ultrafioletowe pochodzące od gorącej, starzejącej się gwiazdy powoduje świecenie mgławicy.